# Uwe Kockisch
 (juin 2017).
Si vous disposez d'ouvrages ou d'articles de référence ou si vous connaissez des sites web de qualité traitant du thème abordé ici, merci de compléter l'article en donnant les références utiles à sa vérifiabilité et en les liant à la section « Notes et références ».
Uwe Kockisch, né le 31 janvier 1944 à Cottbus, est un acteur allemand.

## Biographie
Adolescent, Uwe Kockisch tenta de fuir la RDA. Il suit une formation d'acteur à la Hochschule für Schauspielkunst „Ernst Busch“ à Berlin. Il obtient ensuite des engagements à Cottbus et à Karl-Marx-Stadt. À vingt ans, il entre au théâtre Maxime Gorki puis à la Schaubühne à Berlin.
En 1972, il débute au cinéma. En 1981, il obtient son premier grand rôle dans Dein unbekannter Bruder. Il apparaît ensuite dans des séries policières comme Tatort, Polizeiruf 110 ou Der Staatsanwalt hat das Wort (de). Depuis 2003, il incarne le commissaire Guido Brunetti dans la série du même nom. Il joue aussi un rôle important, celui de l'officier de la Stasi Hans Kupfer, dans la série Weissensee (de).
Il vit avec sa femme, l'actrice Christine Gautier à Madrid et a deux enfants[réf. nécessaire].

## Récompenses
- 2008 : Prix Adolf Grimme du meilleur acteur pour Chantage sur la ville de Dominik Graf.
- 2011 : Prix de la télévision allemande (de) pour l'ensemble des acteurs de Weissensee (de)

## Filmographie (sélection)
- 1972 : Der Staatsanwalt hat das Wort (de) : Der Anruf kam zu spät
- 1973 : Erziehung vor Verdun. Der große Krieg der weißen Männer
- 1974 : Encore trop maigre pour l'amour ? (Für die Liebe noch zu mager?)
- 1974 : Polizeiruf 110 : Die verschwundenen Lords
- 1975 : Die schwarze Mühle (de)
- 1978 : Unser Drache Kasimir
- 1978 : Marx und Engels – Stationen ihres Lebens (série télévisée)
- 1979 : Lachtauben weinen nicht
- 1981 : Unser kurzes Leben
- 1981 : Bürgschaft für ein Jahr
- 1982 : Ton frère inconnu (Dein unbekannter Bruder)
- 1982 : Sabine Kleist, 7 ans (Sabine Kleist, 7 Jahre...)
- 1984 : Die Zeit der Einsamkeit
- 1984 : Der Staatsanwalt hat das Wort - Wer bist du
- 1985 : Erscheinen Pflicht
- 1986 : Rabenvater
- 1987 : Polizeiruf 110 : Der Tote zahlt
- 1988 : Polizeiruf 110 : Eifersucht
- 1989 : Le Rendez-vous de Travers (Treffen in Travers)
- 1990 : Grönland
- 1992 : Die Spur des Bernsteinzimmers
- 1992 : Miraculi
- 1994 : Ärzte : Die Narbe des Himmels
- 1995 : Operation Medusa
- 1995-1996 : Zappek (série télévisée)
- 1996 : Polizeiruf 110: Kurzer Traum (de)
- 1996-1998 : Die Wache (de) (série télévisée)
- 1997 : Berlin – Moskau
- 1997 : Rosamunde Pilcher – Stunde der Entscheidung
- 1998 : Abgehauen (de)
- 1998 : Unsere Kinder! – Verschollen im Urlaub
- 1999 : Gestern ist nie vorbei
- 1999-2000 : Le Clown (Série TV)
- 2000 : Rosa Roth (de) – Tod eines Bullen
- 2001 : Polizeiruf 110 : Bei Klingelzeichen Mord
- 2001 : Opferlamm
- 2001 : Frau2 sucht HappyEnd
- 2001 : Le Tunnel
- 2001 : Tatort: Kalte Wut (de)
- 2002 : Rotlicht – Die Stunde des Jägers
- 2003-aujourd'hui : Commissaire Brunetti
- 2004 : Kleinruppin forever (de)
- 2004 : Carola Stern – Doppelleben
- 2005 : Horizons lointains
- 2005 : Erinnere dich, wenn du kannst!
- 2005 : Die Nachrichten (de)
- 2006 : Chantage sur la ville
- 2006 : Der Adler – Die Spur des Verbrechens (no) – Codename: Minos
- 2006 : Der Adler – Die Spur des Verbrechens – Codename: Ithaka
- 2007 : Double Jeu – Das Geld anderer Leute
- 2008 : Wenn wir uns begegnen
- 2008 : Duell in der Nacht
- 2008 : Eine Nacht im Grandhotel
- 2008 : Schattenwelt
- 2008 : Salto Vitale
- 2009 : Ein Dorf schweigt
- 2009 : Nachtschicht – Blutige Stadt
- 2009 : L'espoir est dans le lac
- 2009 : Lutter (de) – Mordshunger
- 2010 : Die Grenze (de)
- 2010 : Weissensee (de)
- 2010 : Morgen musst Du sterben (de)
- 2011 : Ein Schatz fürs Leben – Abenteuer in Panama
- 2011 : Spreewaldkrimi – Die Tränen der Fische
- 2011 : Jorinde und Joringel (de)
- 2012 : Die Besucher
- 2013 : Tod einer Polizistin (de)
- 2013 : Rouge rubis (Rubinrot) de Felix Fuchssteiner : Falk de Villiers
- 2014 : : Bleu saphir (Saphirblau) de Felix Fuchssteiner : Falk de Villiers